# Viktor Maier
Viktor Maier (Kant, 16 mei 1990) is een Duits-Kirgizisch voetballer die doorgaans als aanvaller speelt. Hij debuteerde in 2015 in het Kirgizisch voetbalelftal.
Maier werd geboren in Kirgizië, maar verhuisde na tien maanden naar Duitsland. Door mee te spelen bij FC Emmen zorgde Maier voor een unicum: hij werd de eerste Kirgizisch international ooit in het Nederlandse betaalde voetbal.

## Interlands
| Interlands van Viktor Maier   | Interlands van Viktor Maier | Interlands van Viktor Maier | Interlands van Viktor Maier | Interlands van Viktor Maier | Interlands van Viktor Maier | Interlands van Viktor Maier |
| №                             | Datum                       | Wedstrijd                   | Uitslag                     | Competitie                  |                             |                             |
| Als speler van SV Meppen      | Als speler van SV Meppen    | Als speler van SV Meppen    | Als speler van SV Meppen    | Als speler van SV Meppen    | Als speler van SV Meppen    |                             |
| ----------------------------- | --------------------------- | --------------------------- | --------------------------- | --------------------------- | --------------------------- | --------------------------- |
| 1                             | 11-06-2015                  | Bangladesh – Kirgizië       | 1 – 3                       | WK kwalificatie 2018        |                             |                             |
| 2                             | 16-06-2015                  | Kirgizië – Australië        | 1 – 2                       | WK kwalificatie 2018        |                             |                             |
| 3                             | 03-09-2015                  | Jordanië – Kirgizië         | 0 – 0                       | WK kwalificatie 2018        |                             |                             |
| 4                             | 8-10-2015                   | Kirgizië – Tadzjikistan     | 2 - 2                       | WK kwalificatie 2018        |                             |                             |
| 5                             | 13-10-2015                  | Kirgizië – Bangladesh       | 2 – 0                       | WK kwalificatie 2018        |                             |                             |
| 6                             | 12-11-2015                  | Australië – Kirgizië        | 3 – 0                       | WK kwalificatie 2018        |                             |                             |
| 7                             | 17-11-2015                  | Kirgizië – Jordanië         | 1 – 0                       | WK kwalificatie 2018        |                             |                             |
| 8                             | 29-03-2015                  | Tadzjikistan – Kirgizië     | 0 – 1                       | WK kwalificatie 2018        |                             |                             |
| Als speler van FC Emmen       |                             |                             |                             |                             |                             |                             |
| 9                             | 30-08-2016                  | Kazachstan – Kirgizië       | 0 - 2                       | Vriendschappelijk           |                             |                             |
| 10                            | 06-09-2016                  | Kirgizië – Filipijnen       | 1 – 2                       | Vriendschappelijk           |                             |                             |
| 11                            | 06-10-2016                  | Kirgizië – Libanon          | 0 – 0                       | Vriendschappelijk           |                             |                             |
| 12                            | 09-11-2016                  | Filipijnen – Kirgizië       | 1 – 0                       | Vriendschappelijk           |                             |                             |
| 13                            | 15-11-2016                  | Bahrein – Kirgizië          | 0 – 0                       | Vriendschappelijk           |                             |                             |
| 14                            | 28-03-2017                  | Kirgizië – Macau            | 1 – 0                       | Kwalificatie Azië Cup 2019  |                             |                             |
| 15                            | 13-06-2017                  | India – Kirgizië            | 1 – 0                       | Kwalificatie Azië Cup 2019  |                             |                             |
| Als speler van SC Wiedenbrück |                             |                             |                             |                             |                             |                             |
| 16                            | 10-10-2017                  | Myanmar – Kirgizië          | 2 – 2                       | Kwalificatie Azië Cup 2019  |                             |                             |
| 17                            | 13-06-2017                  | Macau – Kirgizië            | 3 – 4                       | Kwalificatie Azië Cup 2019  |                             |                             |
| 18                            | 13-06-2017                  | Jordanië – Kirgizië         | 0 – 1                       | Vriendschappelijk           |                             |                             |
| 19                            | 13-06-2017                  | Kirgizië – Myanmar          | 7 – 0                       | WK kwalificatie 2022        |                             |                             |